# 希纳·马沙多

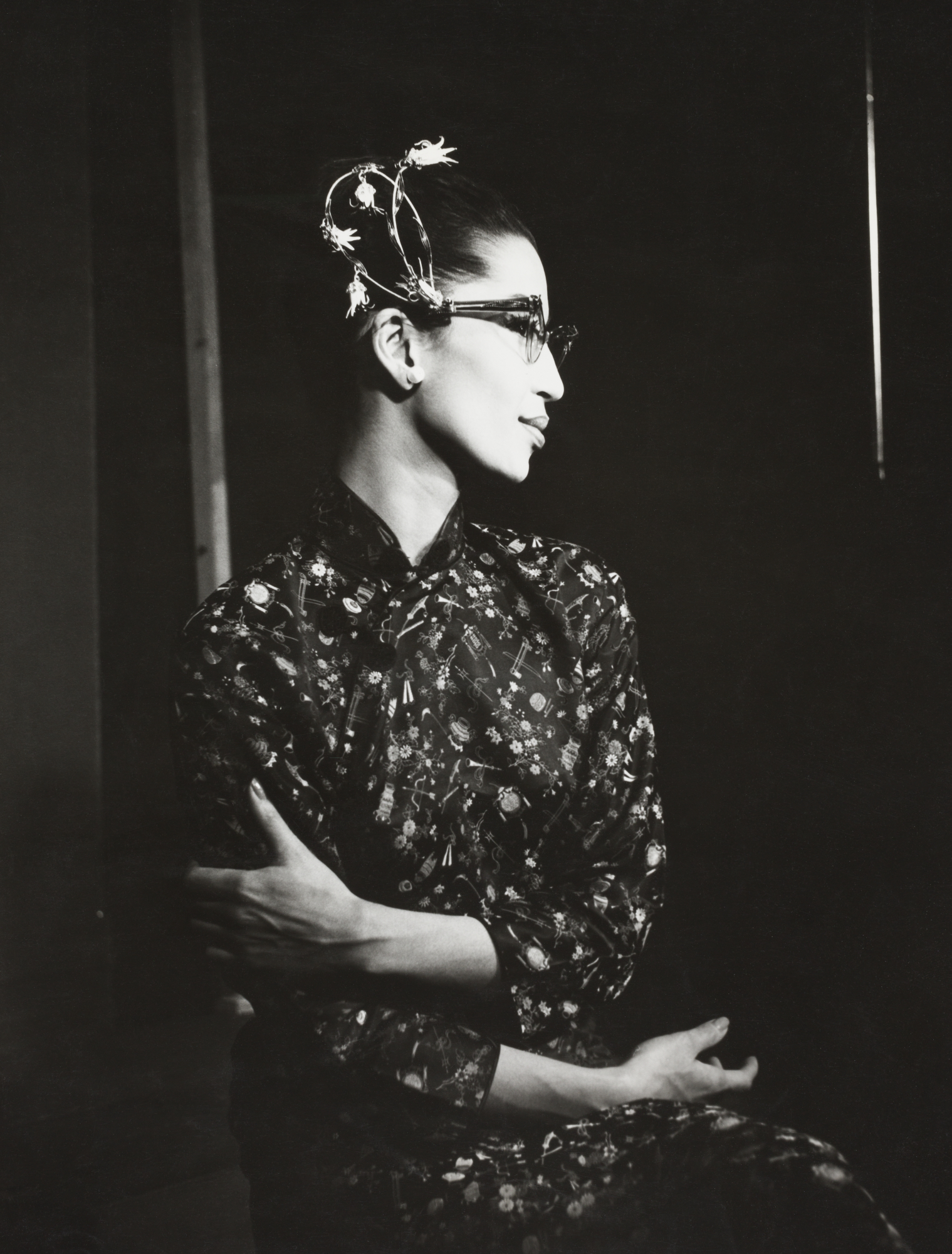
希纳·马沙多

希纳·马沙多（1929年12月25日– 2016年12月18日），是一位生于中国的美国时装模特、编辑和电视制片人。她生于中国上海，父亲是来自葡屬澳門的葡萄牙人，母亲是中国人。 她的外祖母来自果阿。她的父母在香港相识。 第二次世界大战后，她隨家人去了阿根廷、秘鲁和西班牙。後來她又搬到巴黎，成為于貝爾·德·紀梵希的模特。 期間她又加盟巴黎世家。她是第一位登上时尚芭莎的有色人种模特。 希纳·马沙多最終因心脏骤停去世。 